# Dadalouze
La Dadalouze est une rivière française du département de la Corrèze, affluent de rive gauche de la Corrèze et sous-affluent de la Vézère.

## Géographie

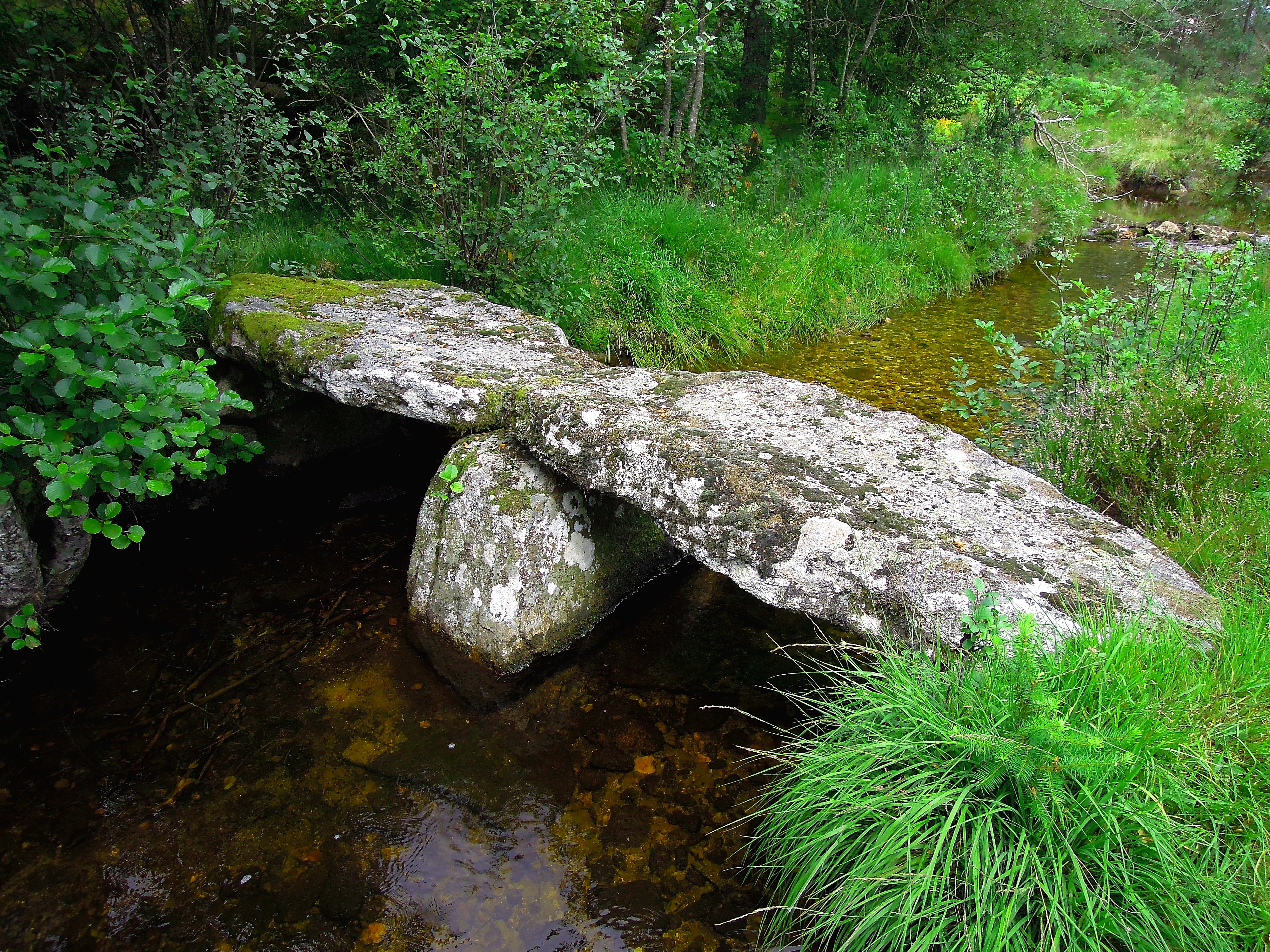
La Dadalouze au pont des pierres plates, au sud-est de Florentin.

Selon le Sandre, la Dadalouze est une rivière du Limousin dont la branche mère porte les noms de ruisseau de la Prade, puis de ruisseau du Bouzetier.
Le ruisseau de la Prade prend sa source sur le plateau de Millevaches, dans le parc naturel régional de Millevaches en Limousin, vers 925 mètres d'altitude, à l'ouest de la commune d'Ambrugeat, environ 200 mètres à l'ouest du Puy de la Roche. Après quelques centaines de mètres vers le sud-ouest il prend le nom de ruisseau du Bouzetier.
Après avoir successivement reçu sur sa gauche le ruisseau de la Prade Grande puis le ruisseau de la Font-Cliare, il prend le nom de Dadalouze et devient une rivière.
La Dadalouze conflue avec la Corrèze en rive gauche, à 609 mètres d'altitude, sur la commune de Saint-Yrieix-le-Déjalat, près du lieu-dit le Pilard.
L'ensemble ruisseau de la Prade-ruisseau du Bouzetier-Dadalouze est long de 12,9 km pour un bassin versant restreint à seulement 20 km2, entièrement inclus dans le département de la Corrèze.

### Affluents
Parmi les six affluents de la Dadalouze répertoriés par le Sandre, le plus long avec 3,2 km est l'Abillou.

### Département et communes traversés
À l'intérieur du département de la Corrèze, la Dadalouze arrose quatre communes,, soit d'amont vers l'aval :
- Ambrugeat (source) ;
- Bonnefond ;
- Davignac ;
- Saint-Yrieix-le-Déjalat (confluent avec la Corrèze).